# Étouvelles
Étouvelles es una comuna francesa situada en el departamento de Aisne, de la región de Alta Francia.

## Géografía
Étouvelles está situada a 6 km al suroeste de Laon.

## Demografía
| 149 | 145 | 121 | 172 | 207 | 199 | 208 | 213 |
| Para los censos de 1962 a 1999 la población legal corresponde a la población sin duplicidades (Fuente: INSEE [Consultar]) |     |     |     |     |     |     |     |